# Campeonato Europeu de Voleibol Feminino Sub-18
O Campeonato Europeu de Voleibol Feminino Sub-18 é uma competição organizada pela Confederação Europeia de Voleibol que reúne a cada 2 anos as seleções infanto-juvenis de voleibol da Europa. A sua primeira edição foi disputada em 1995 e teve como campeã a Itália. 

## História
Esta categoria possui um equilibrio enorme se comparada outras categorias dos campeonatos europeus. Até o momento oito países conseguiram conquistar o título, sendo Itália, Polônia e Rússia as maiores campeãs da competição, com duas conquistas cada uma.
Um fato que chama atenção é a oportunidade de três países com pouca expressão no voleibol feminino terem conquistado um título: Bélgica, Croácia e Ucrânia. A Rússia, maior potência do voleibol europeu feminino, estabeleceu a hegemonia nesta categoria recentemente, sendo a atual tri-campeã. Equipes tradicionais, Itália e Polônia, figuram entre as  campeãs também.

## Quadro Geral
| Ordem | País          | Medalha de ouro | Medalha de prata | Medalha de bronze | Total |
| ----- | ------------- | --------------- | ---------------- | ----------------- | ----- |
| 1     | Rússia        | 5               | 2                | 1                 | 8     |
| 2     | Itália        | 2               | 5                | 3                 | 10    |
| 3     | Polônia       | 2               | 1                | 1                 | 4     |
| 4     | Croácia       | 1               | 1                | 0                 | 2     |
| 5     | Turquia       | 1               | 1                | 2                 | 4     |
| 6     | Bélgica       | 1               | 0                | 1                 | 2     |
| 7     | Alemanha      | 1               | 0                | 0                 | 1     |
| 7     | Ucrânia       | 1               | 0                | 0                 | 1     |
| 9     | Sérvia        | 0               | 3                | 3                 | 6     |
| 10    | Países Baixos | 0               | 1                | 0                 | 1     |
| 11    | Bielorrússia  | 0               | 0                | 2                 | 2     |
| 12    | Eslováquia    | 0               | 0                | 1                 | 1     |